# Adam Krzykwa
Adam Krzykwa (ur. 31 marca 1956 w Stalowej Woli, zm. 24 czerwca 2020 tamże) – polski artysta fotograf, przyrodnik, wydawca. Wieloletni członek rzeczywisty Związku Polskich Fotografów Przyrody.

## Życiorys
Adam Krzykwa – z wykształcenia przyrodnik, związany ze stalowowolskim środowiskiem  fotograficznym – mieszkał, pracował, tworzył w Stalowej Woli. Związany z fotografią artystyczną od początku lat 80. XX wieku. Miejsce szczególne w jego twórczości zajmowała fotografia architektury (w dużej części sakralnej), fotografia dokumentalna, fotografia kreacyjna, fotografia pejzażowa, fotografia portretowa, fotografia przyrodnicza, fotografia reklamowa, fotografia reportażowa. Prowadził własne Studio i Pracownię Fotografii Reklamowej w Stalowej Woli. Był właścicielem wydawnictwa Image. Współpracując z agencjami muzycznymi – był autorem zdjęć na okładki płyt (między innymi) Justyny Steczkowskiej, Edyty Górniak, Antoniny Krzysztoń. W 1993 roku był autorem pierwszej sesji fotograficznej Justyny Steczkowskiej. W ramach współpracy z teatrami był autorem unikatowych scenografii tworzonych z wykorzystaniem techniki diaporamy.
Adam Krzykwa był autorem i współautorem wielu wystaw fotograficznych; indywidualnych oraz zbiorowych. Prezentował swoje fotografie między innymi w Sydney – w 1990, w 1991 roku oraz (m.in.) w Australii, Belgii, Czechach, Niemczech, Szwecji. Jego prace prezentowane na wystawach pokonkursowych – wielokrotnie doceniano akceptacjami, nagrodami, wyróżnieniami, dyplomami, listami gratulacyjnymi (m.in. był laureatem Nagrody Specjalnej za zestaw przeźroczy Impresje biebrzańskie – Biosfera, Lublin 1987, był laureatem Grand Prix w konkursie Diakraj, został uhonorowany nagrodą specjalną w Konkursie Fotograficznym im. Włodzimierza Puchalskiego, organizowanym przez redakcję miesięcznika Łowiec Polski). Jest autorem kilku albumów fotograficznych, jego fotografie wielokrotnie publikowano w kalendarzach, magazynach, wydawnictwach. 
W 2017 roku został laureatem nagrody w kategorii Twórca – Osobowość Roku, za działalność oraz osiągnięcia w dziedzinie kultury oraz promocję powiatu stalowowolskiego.
Zmarł po długiej i ciężkiej chorobie 24 czerwca 2020, pochowany 27 czerwca na Cmentarzu Komunalnym w Stalowej Woli.

## Wystawy indywidualne (wybór)
- Gniazda rodowe Lubomirskich – Stalowa Wola (Muzeum Regionalne w Stalowej Woli 2004)
- Gniazda rodowe Lubomirskich – Zamek w Starej Lubowli – Słowacja (Muzeum Regionalne w Stalowej Woli)
- Beskid Niski. Fotografie Adama Krzykwy (Muzeum Regionalne w Stalowej Woli 2005)
- Adam Krzykwa. Zima w Tatrach (Muzeum Regionalne w Stalowej Woli 2007)
- Stalowa Wola miasto COP-u. Urbanistyka i architektura (Muzeum Regionalne w Stalowej Woli 2008–2009)
- Nad dolnym Sanem. Przyroda, krajobrazy, tradycja – wystawa plenerowa (Muzeum Regionalne w Stalowej Woli 2009–2010)
- Przemijanie – wystawa plenerowa (Muzeum Regionalne w Stalowej Woli 2016)[7]
- Stalowa Wola na Szlakach Historycznych – wystawa plenerowa (Muzeum Regionalne w Stalowej Woli 2016–2017)
- Żywioły Ulotne – Miejski Dom Kultury w Stalowej Woli 2016[13]

Źródło